# 국립경주박물관
국립경주박물관(國立慶州博物館)은 국립중앙박물관의 소속기관이다. 1975년 8월 20일 발족하였으며, 경상북도 경주시 일정로 186에 위치하고 있다. 관장은 고위공무원단 나등급에 속하는 학예연구관으로 보한다.

## 연혁
일제강점기 당시, 경주고적보존회라는 단체가 1913년 동부동에 있는 조선시대 경주부의 관아 건물을 이용하여 진열관을 열었다. 이후 진열관은 1926년 6월 20일 조선총독부박물관의 경주분관으로 바뀌었으며, 광복 직후인 1945년 10월 7일 국립박물관 경주분관으로 출범하였다.
1961년에는 신관을 건립하였으며, 1968년 12월에는 인왕동에 신박물관(본관, 제1별관)을 신축하였다. 1975년 5월 27일에는 현재 위치인 인왕동에 건물을 새로 짓고 박물관 전체를 옮겼다. 당시 동부동에서 인왕동으로의 박물관 이전은 경주에서 하나의 문화적 사건이었는데, 특히 성덕대왕신종의 이전은 많은 시민들이 직접 참여한 행사로 유명하다. 1975년 당시에는 본관(지금의 신라역사관)과 별관(지금의 특별전시관) 그리고 성덕대왕신종을 위한 종각이 지어졌다. 설계자는 이희태(1925 ~ 1981)이다. 외부에 기둥들을 일정한 간격으로 세운 누각 형태의 본관은 경복궁의 경회루에서 영향을 받은 것으로 여겨지고 있다. 그리고 같은 해 8월 20일에 국립경주박물관으로 승격되었다.
1982년 7월 19일에는 김수근(1931 ~ 1986)의 설계에 따라 안압지 출토품을 전시하기 위한 제2별관(지금의 월지관)을 지었다. 벽돌과 나무로 된 벽에 기와를 올린 단순한 외관은 전통적인 창고에서 이미지를 따온 것으로 알려져 있다. 1987년 5월 11일에는 국은기념실을 개설하였으며, 2002년 5월 22일에는 미술관을 신축하였다. 대표 설계자는 이상은(1954 ~ )이다. 전시와 더불어 박물관 교육과 연구 관리 공간으로 이용하고 있다.
2004년 11월 30일에는 수묵당을 신축하였으며, 다음해 1월 31일에는 어린이박물관을 개관하였다. 2013년 11월 12일에는 신라역사관의 내진 보강 및 재개관이 이루어졌으며, 2015년 6월 7일에는 특별전시관을 개·보수하였다.

## 조직

### 관장
- 기획운영과[2]
- 학예연구과[3]
- 교육문화교류과

## 역대 관장
| 대수 | 이름   | 임기            | 비고      |
| ---- | ------ | --------------- | --------- |
| 초대 | 최순봉 | 1945년 ~ 1951년 |           |
| 2대  | 박일훈 | 1951년 ~ 1952년 | 최단      |
| 3대  | 진홍섭 | 1952년 ~ 1961년 |           |
| 4대  | 홍사준 | 1961년 ~ 1963년 |           |
| 5대  | 박일훈 | 1963년 ~ 1973년 | 최장      |
| 6대  | 정양모 | 1973년 ~ 1975년 |           |
| 7대  | 한병삼 | 1975년 ~ 1984년 |           |
| 8대  | 정양모 | 1984년 ~ 1986년 |           |
| 9대  | 이난영 | 1986년 ~ 1993년 | 여성 최초 |
| 10대 | 지건길 | 1993년 ~ 1997년 |           |
| 11대 | 강우방 | 1997년 ~ 2000년 |           |
| 12대 | 박영복 | 2000년 ~ 2004년 |           |
| 13대 | 김성구 | 2004년 ~ 2007년 |           |
| 14대 | 이영훈 | 2007년 ~ 2016년 |           |
| 15대 | 유병하 | 2016년 ~ 2018년 |           |
| 16대 | 민병찬 | 2018년 ~ 2020년 |           |
| 17대 | 최선주 | 2021년 ~ 2022년 | 최단      |
| 18대 | 함순섭 | 2022년 ~ 2025년 |           |
| 19대 | 윤상덕 | 2025년 ~        |           |

## 소장품
2016년 12월 31일 기준 소장품 현황은 다음과 같다.
| 금속     | 토제     | 도자기  | 석      | 유리 보석 | 초제 | 나무  | 골각 패갑 | 지    | 피모 | 사직 | 종자 | 기타 | 계        |
| -------- | -------- | ------- | ------- | --------- | ---- | ----- | --------- | ----- | ---- | ---- | ---- | ---- | --------- |
| 12,551건 | 54,885건 | 3.623건 | 4,824건 | 1,052건   | 4건  | 422건 | 170건     | 56건  | 7건  | 6건  | 5건  | 7건  | 77,612건  |
| 28,093점 | 89,784점 | 5,025점 | 8,013점 | 1,590점   | 4점  | 629점 | 387점     | 788점 | 7점  | 6점  | 5점  | 23점 | 134,354점 |

| - 28호 경주 백률사 금동약사여래입상 - 29호 성덕대왕 신종 - 38호 경주 고선사지 삼층석탑 - 188호 천마총 금관 - 189호 천마총 관모 - 190호 천마총 금제 허리띠 - 191호 황남대총 북분 금관 - 192호 황남대총 북분 금제 허리띠 - 193호 경주 98호 남분 유리병 및 잔 - 194호 황남대총 남분 금목걸이 - 195호 토우장식 장경호 - 207호 경주 천마총 장니 천마도 - 275호 도기 기마인물형 뿔잔 | - 202호 의성 관덕동 석사자 - 314호 감지금니묘법연화경 권3~4 - 315호 백지묵서묘법연화경 - 617호 천마총 금제 관식 - 618호 천마총 금제 관식 - 619호 천마총 목걸이 - 620호 천마총 유리잔 - 621호 천마총 환두대도 - 622호 천마총 자루솥 - 623호 황남대총 북분 금팔찌 및 금반지 - 624호 황남대총 북분 유리잔 - 625호 황남대총 북분 은제 관식 - 626호 황남대총 북분 금제 고배 - 627호 황남대총 북분 은잔 - 628호 황남대총 북분 금은제 그릇 일괄 - 629호 황남대총 남분 금제 허리띠 - 630호 황남대총 남분 금제 관식 - 631호 황남대총 남분 은관 - 632호 황남대총 남분 은제 팔뚝가리개 - 633호 경주 황남동 금제 드리개 - 634호 경주 황남동 상감 유리구슬 - 635호 경주 계림로 보검 - 636호 서수형토기(미추왕릉지구) - 884호 삼안총 - 1151호 청동 옻칠 발걸이 - 1152호 경주 죽동리 청동기 일괄 - 1410호 금동 당간 용두 - 1411호 임신서기석 - 1475호 안압지 출토 금동판 불상 일괄 |

## 사진

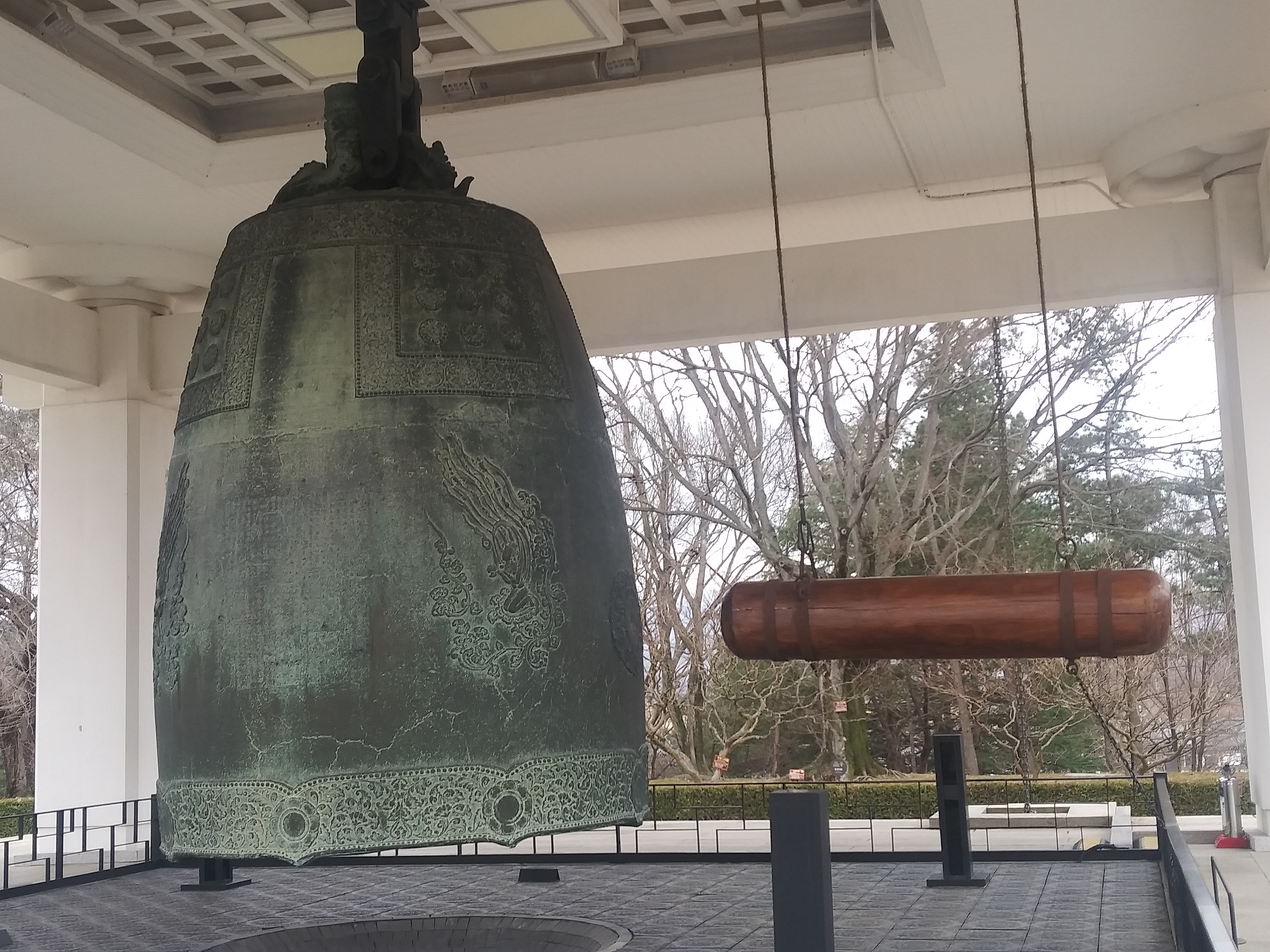
성덕대왕신종
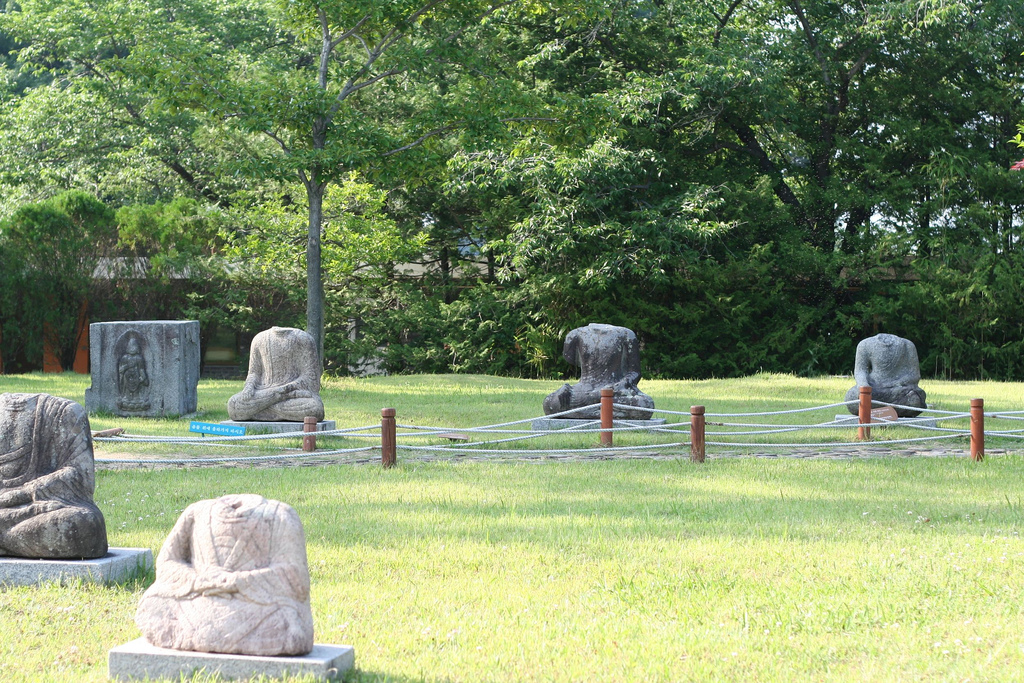
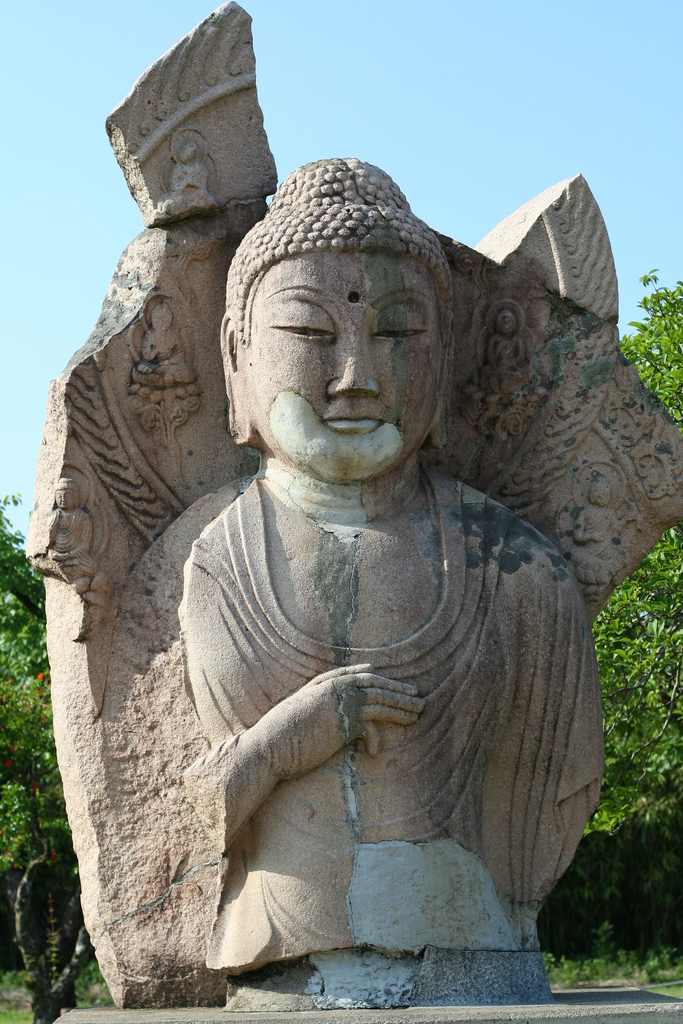
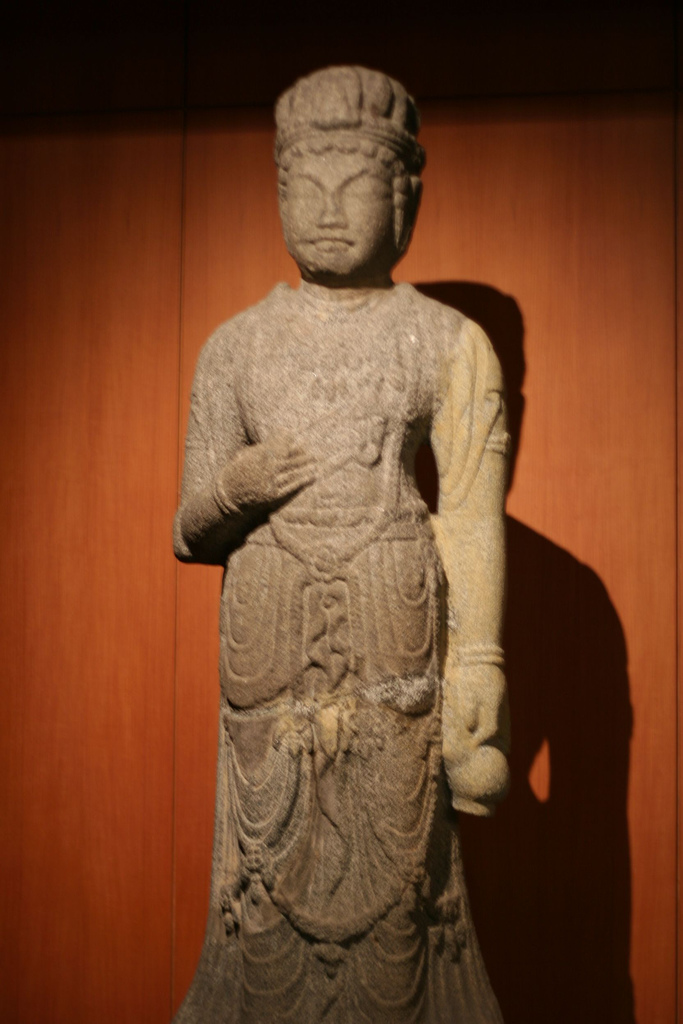
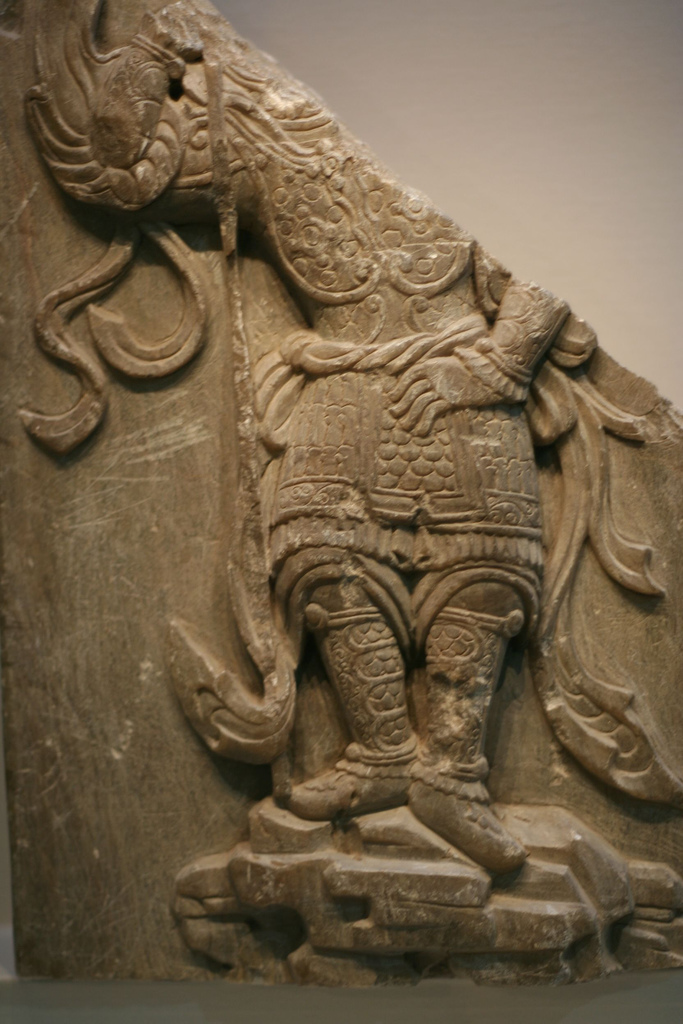
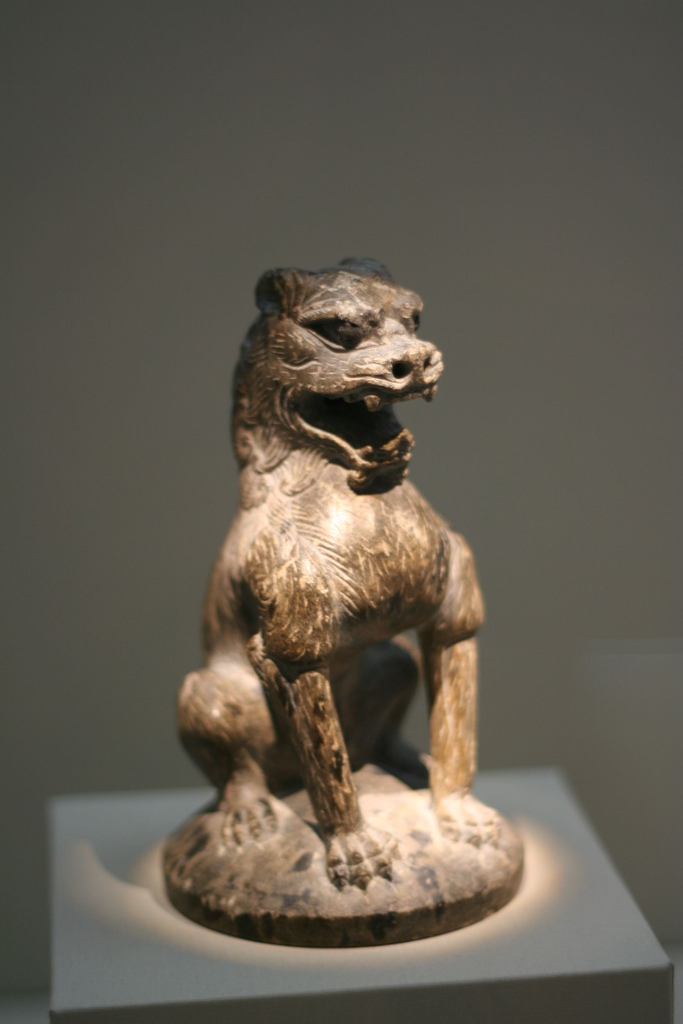
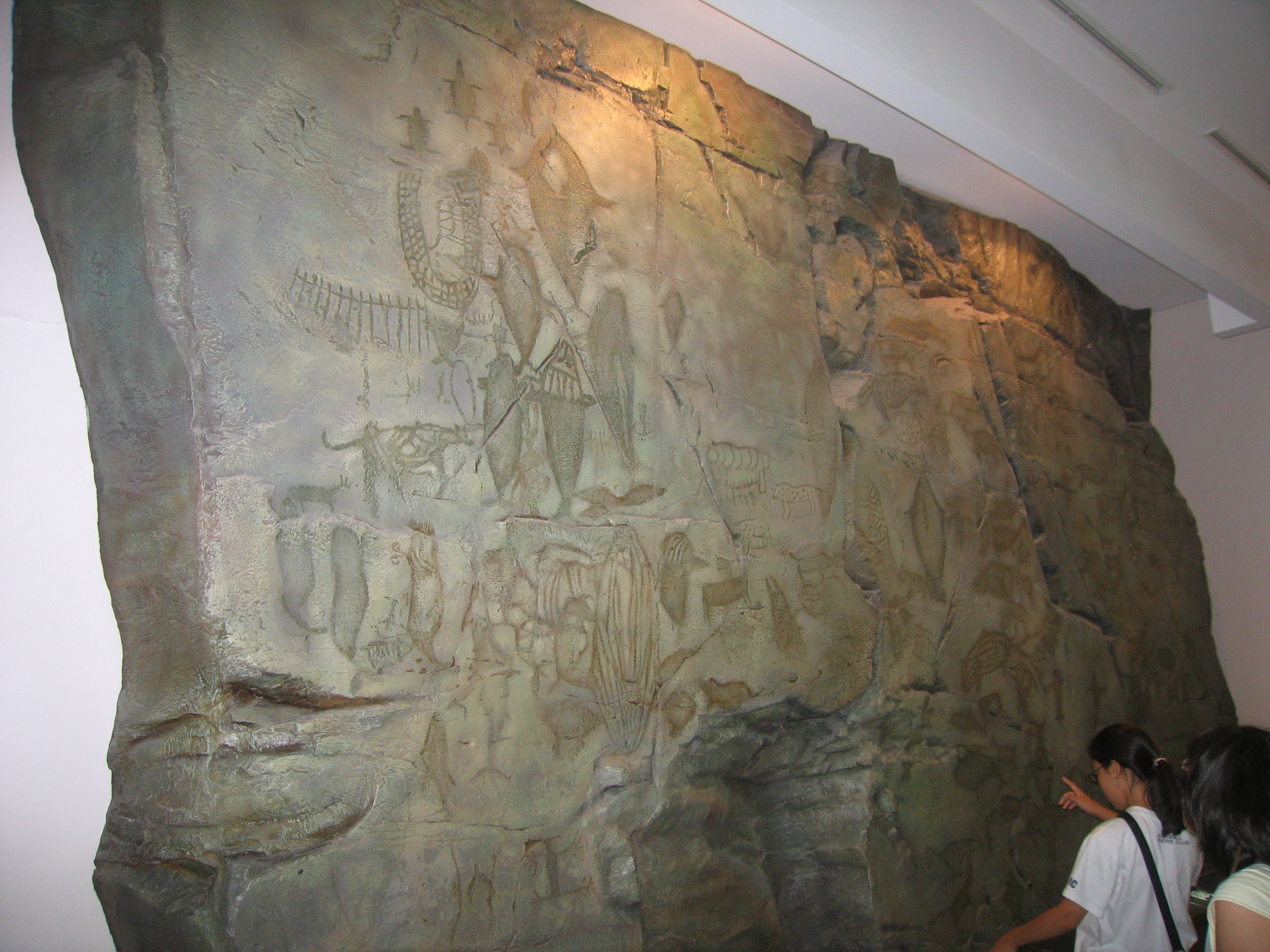
반구대 암각화
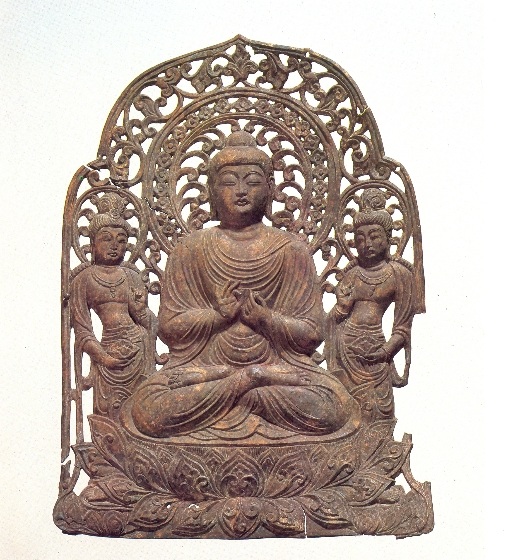
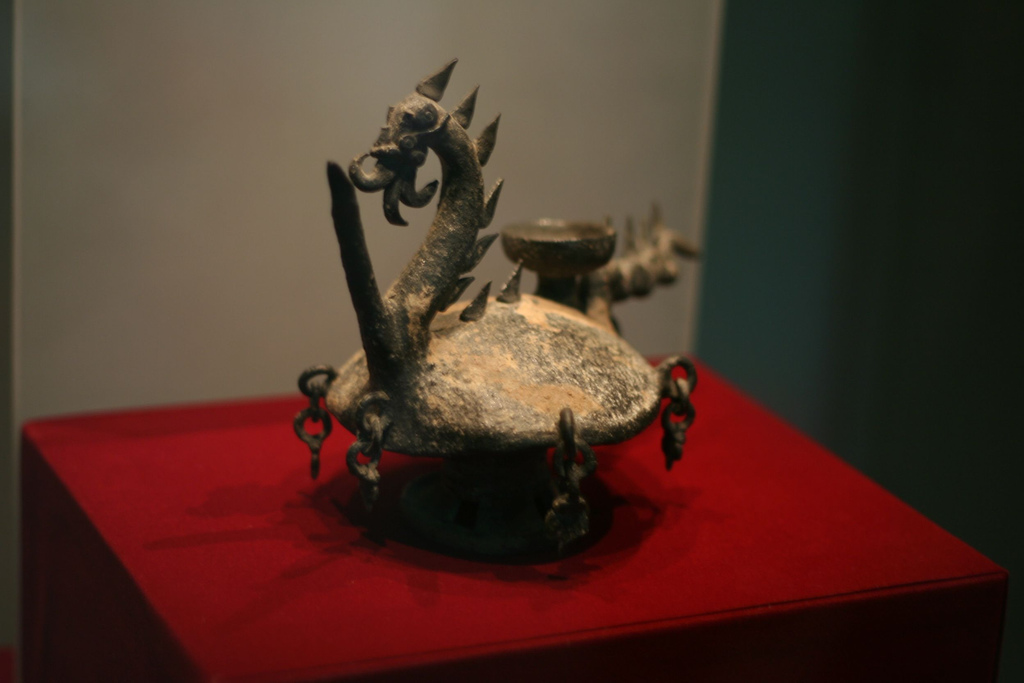
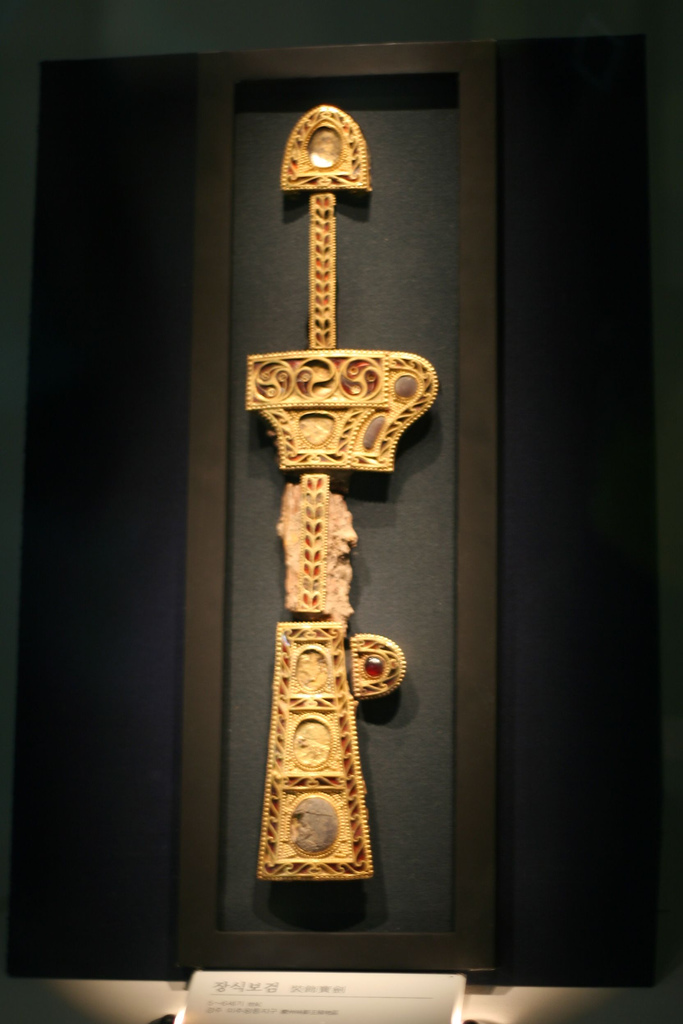
경주 계림로 보검
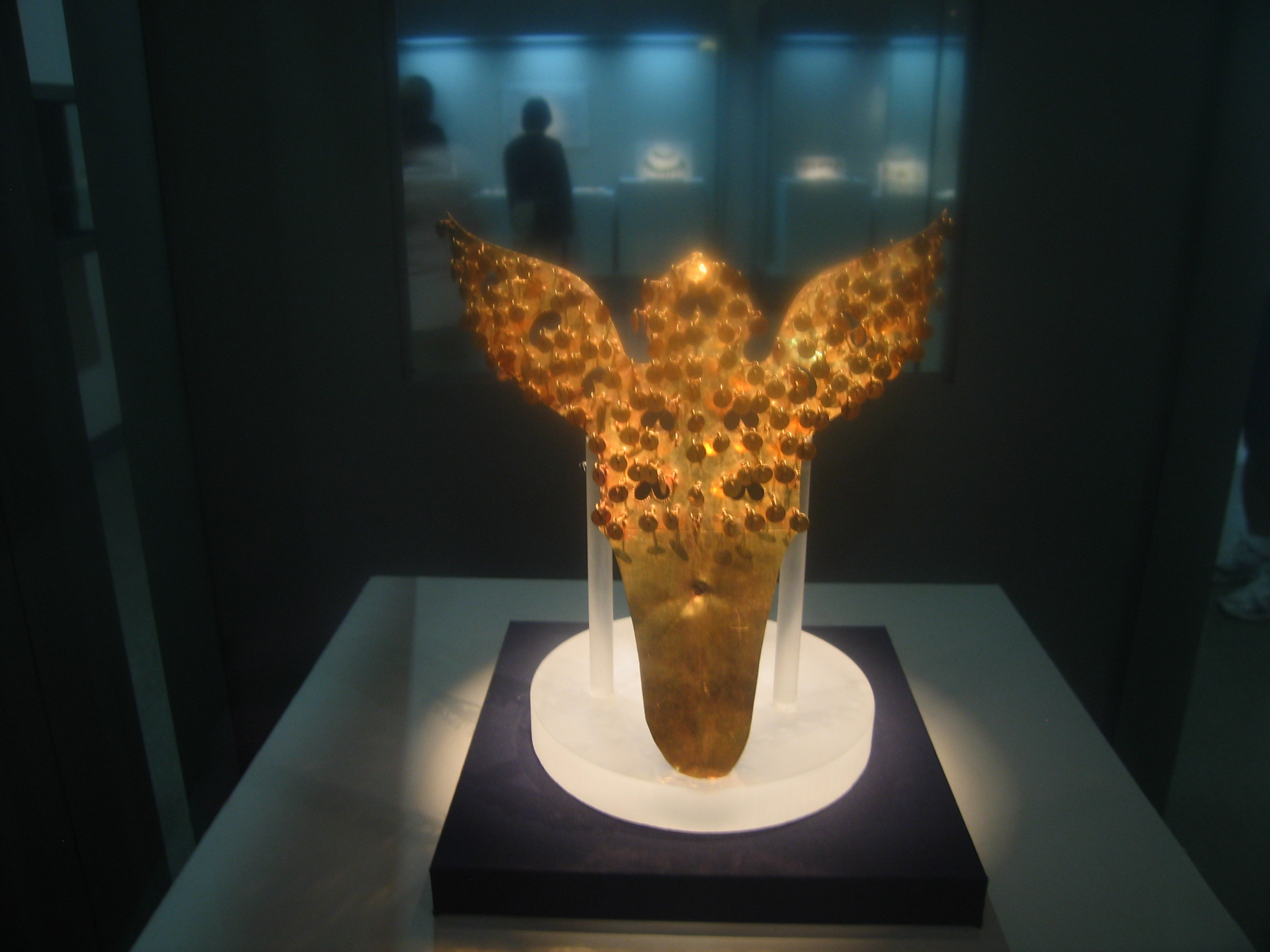
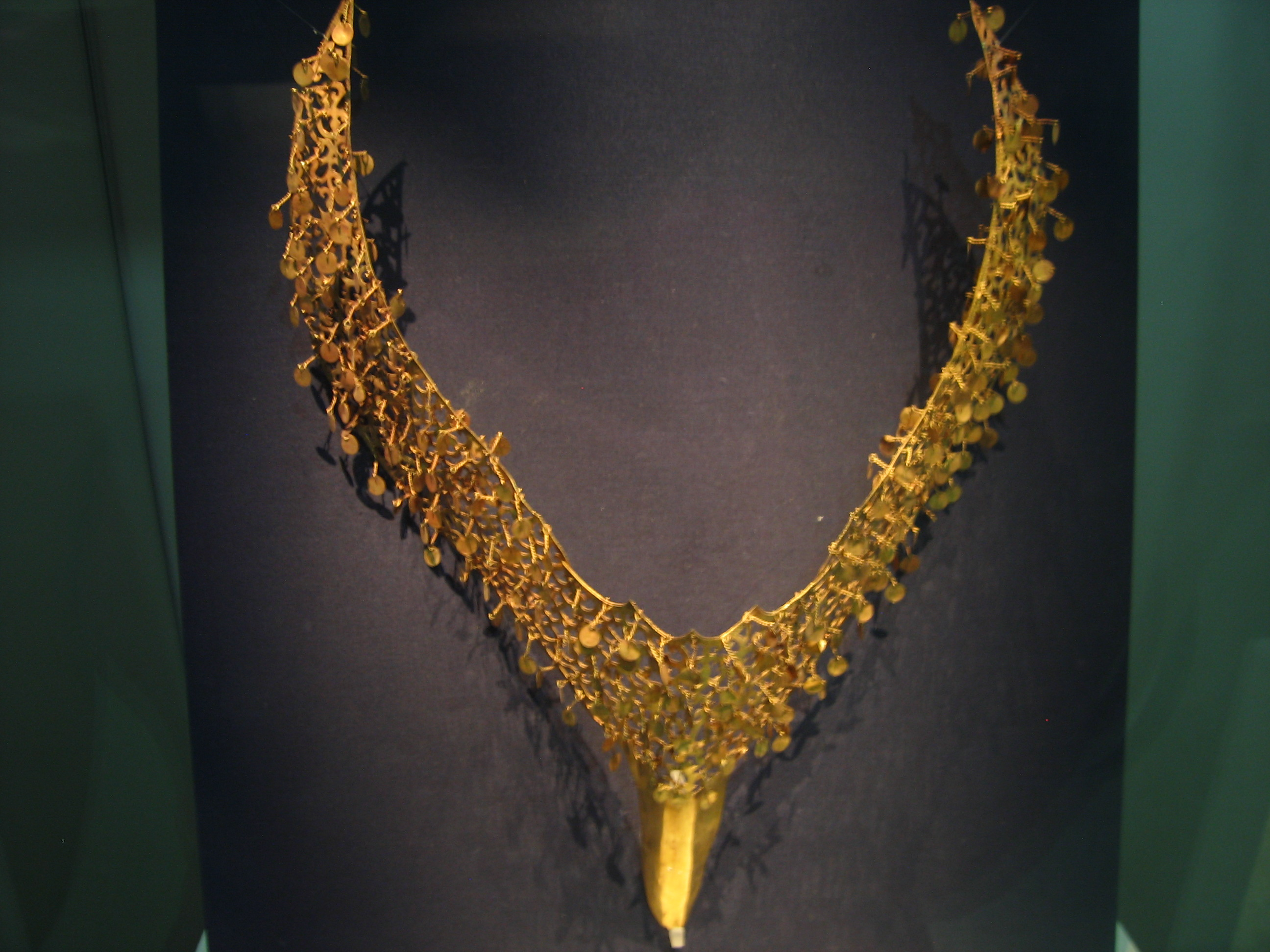
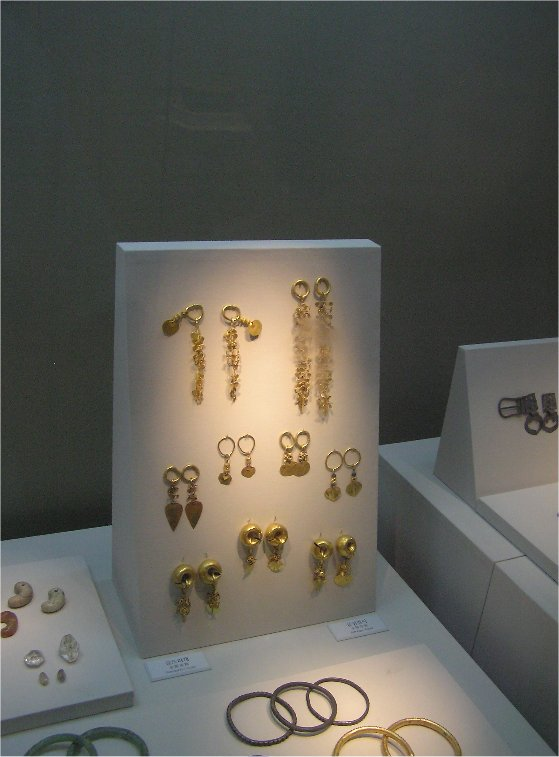
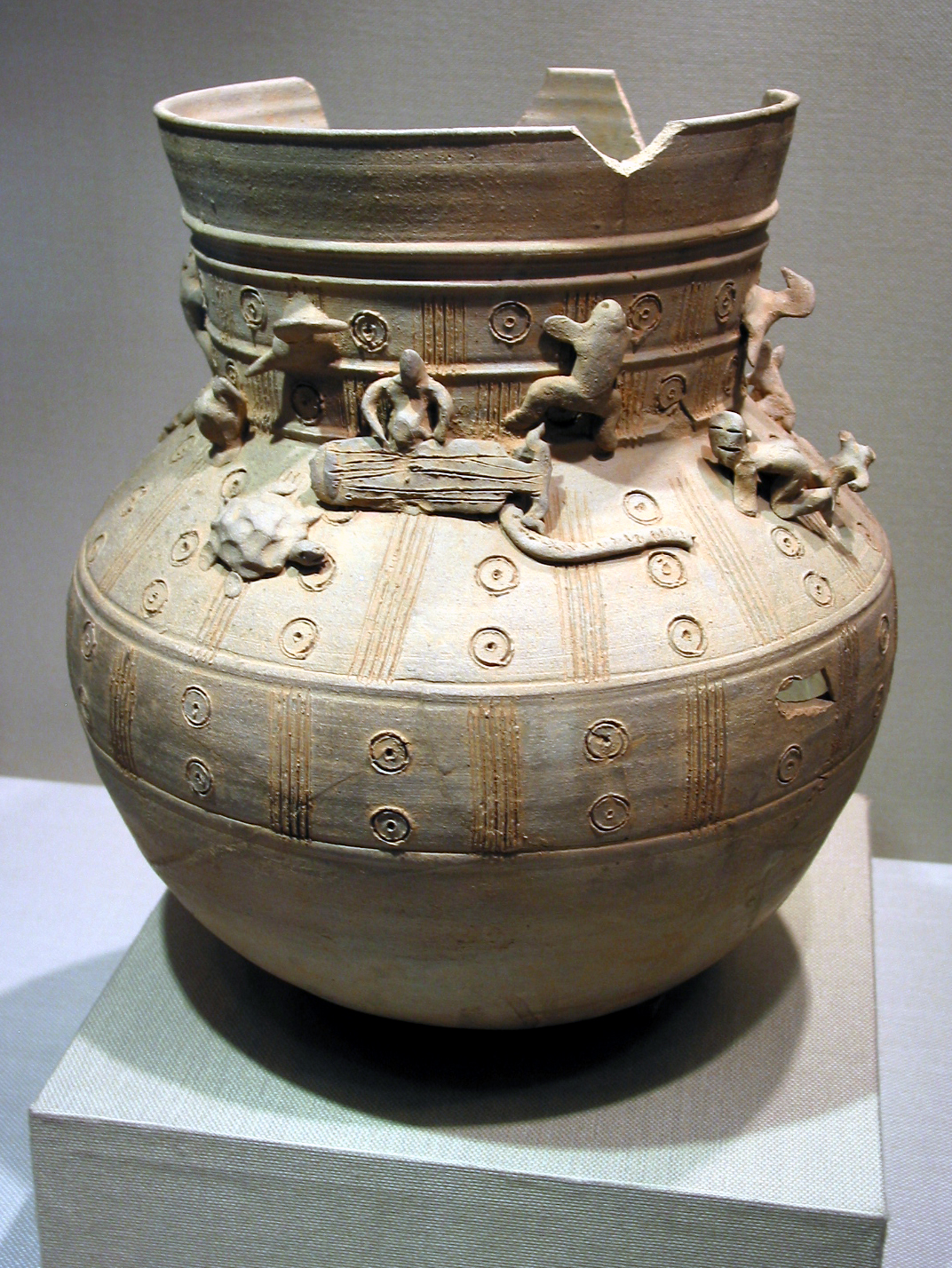
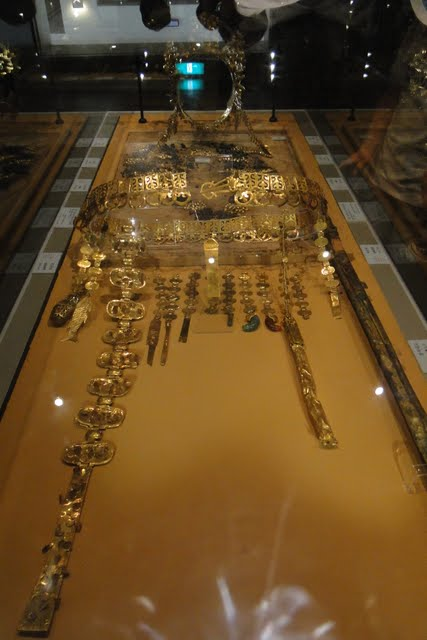
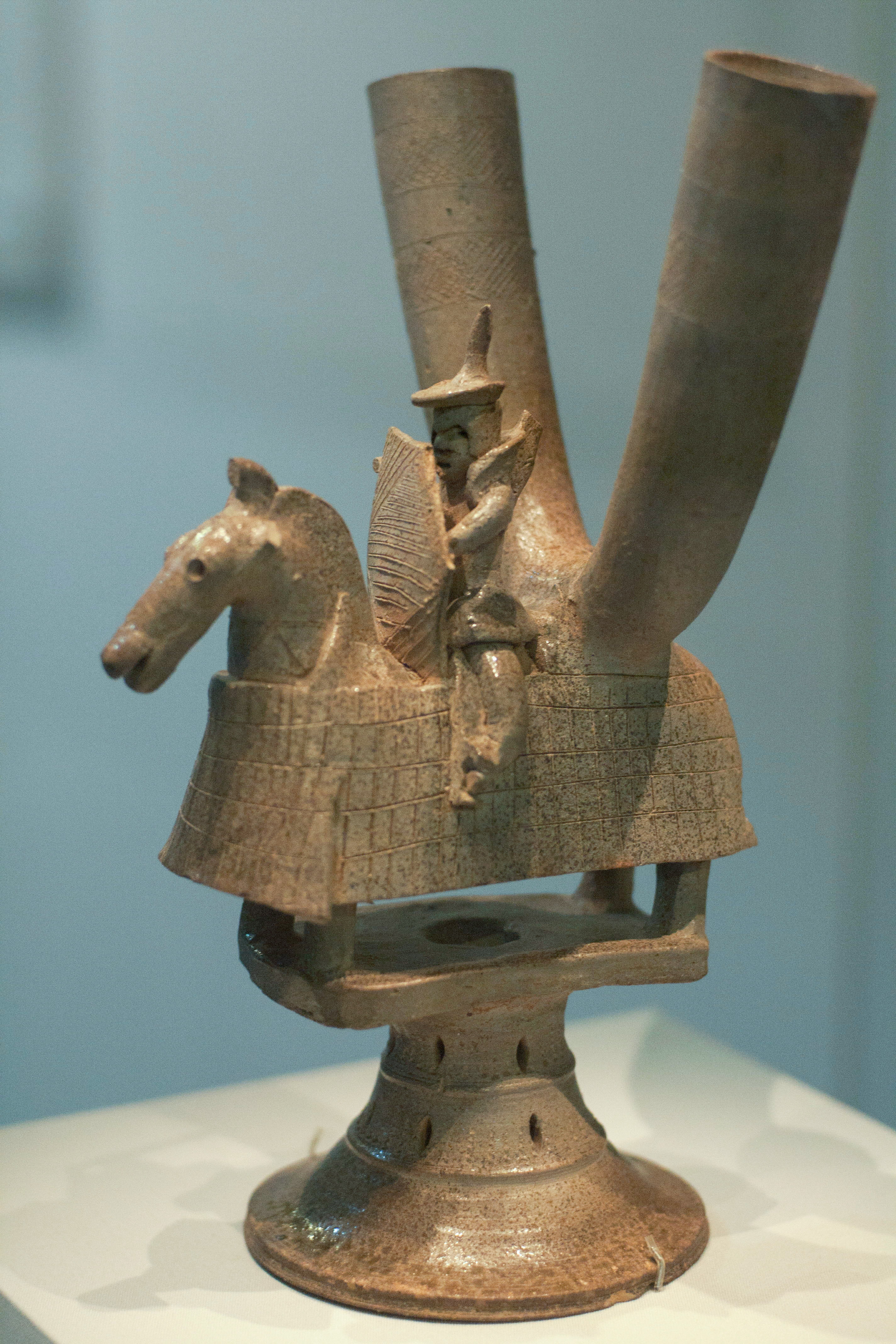

## 같이 보기
- 대한민국의 박물관과 미술관 목록
- 대한민국의 국립 박물관 목록